# Goldegg (Adelsgeschlecht)

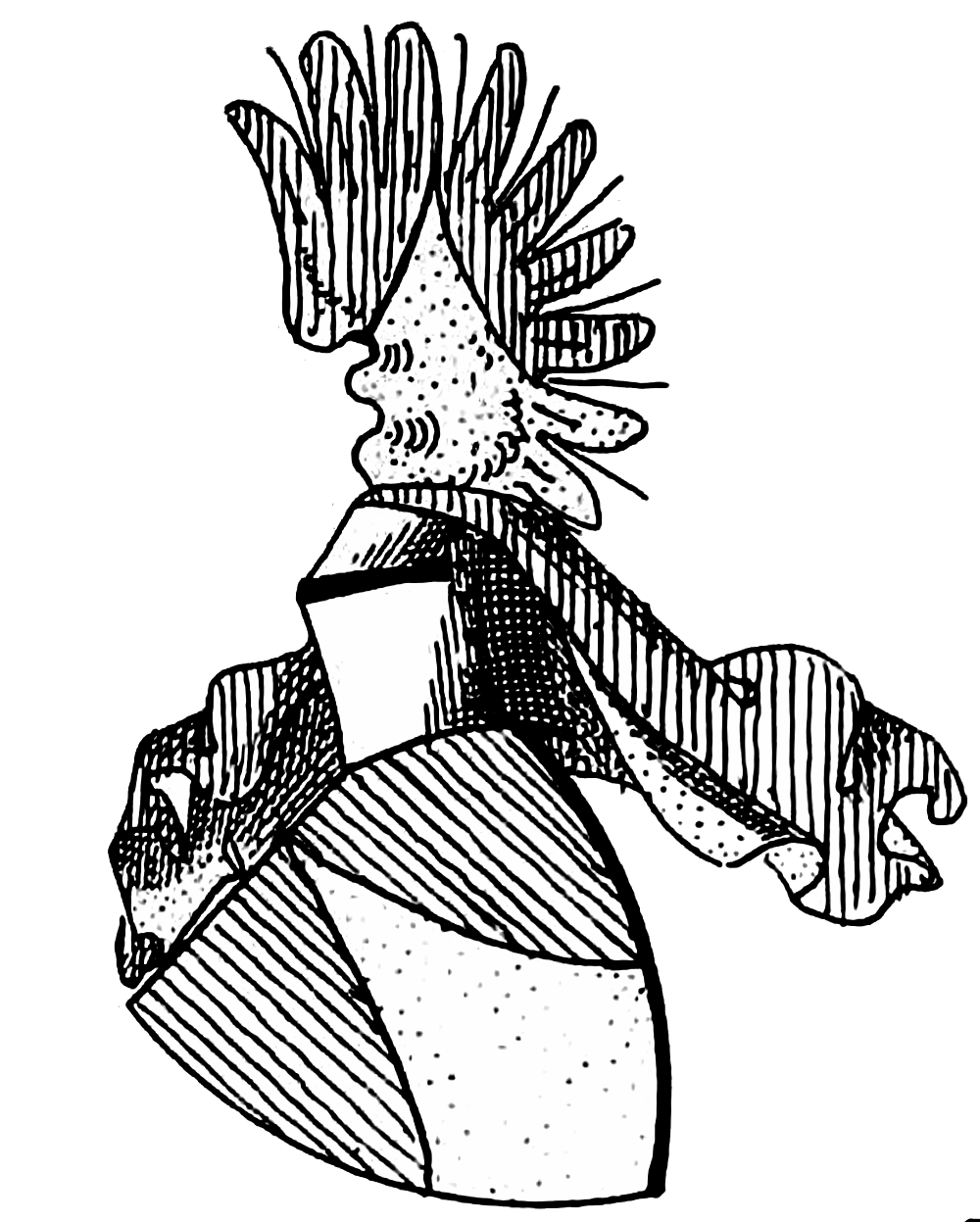
Wappen derer von Goldeck nach Johann Siebmachers Wappenbuch

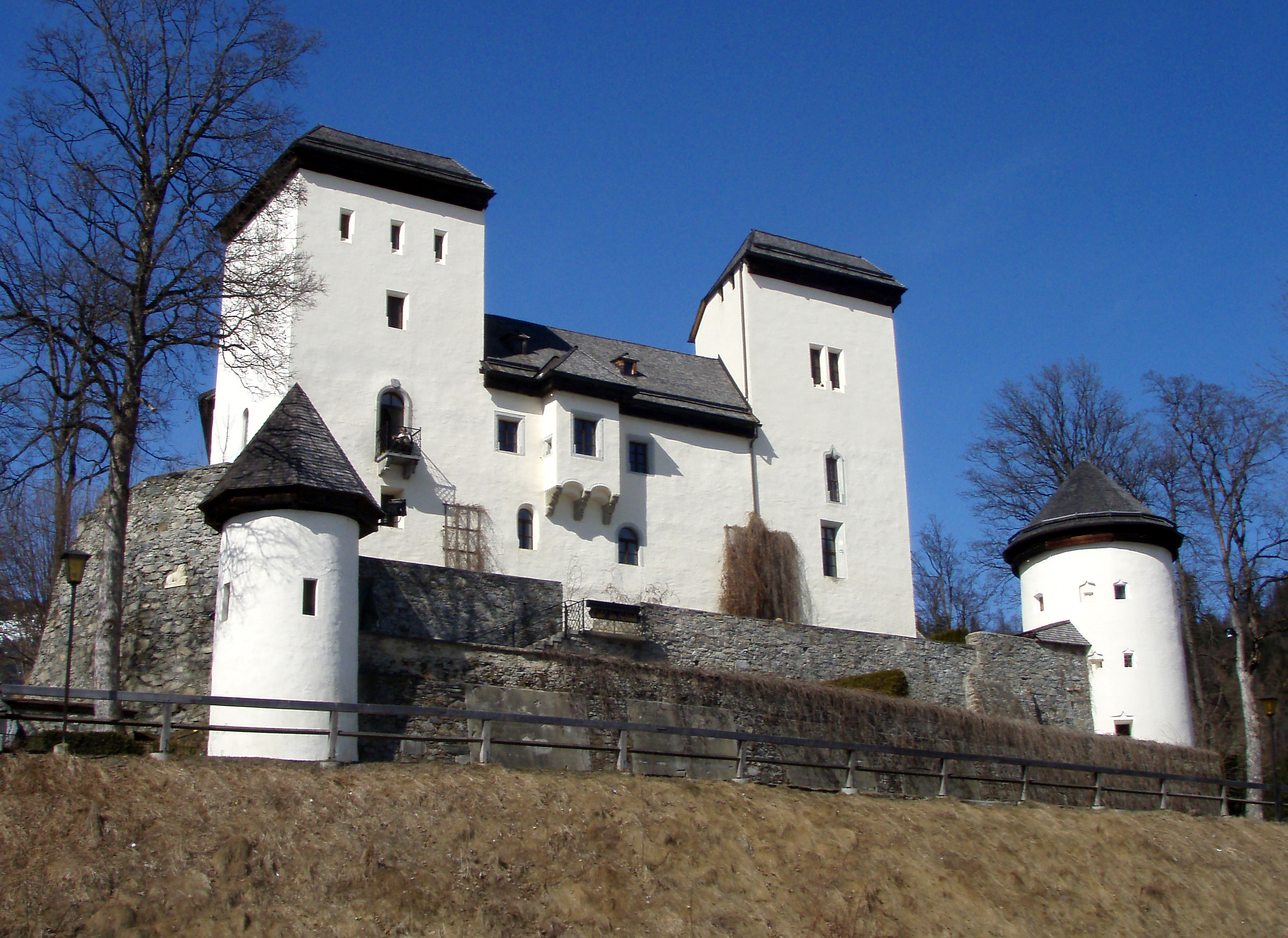
Schloss Goldegg (Salzburg)

Die Herren von Goldegg (auch de Goldekke oder Goldeck genannt) waren ein seit dem 12. Jahrhundert im Salzburgischen nachweisbares Adelsgeschlecht, das vermutlich aus den Herren von Pongau hervorgegangen ist und im Jahre 1400 erlosch.
Sie sind nicht zu verwechseln mit den Südtiroler Freiherren von Goldegg zu Lindenburg.

## Geschichte
Der erste urkundlich genannte Goldegger ist 1180 Otto de Goldekke, Schenk im Hochstift Salzburg. Im 12. Jahrhundert hatten sie ihre Burg Wagrain (heute Ruine) erbaut, die auch ein Bollwerk gegen den Salzburger Erzbischof war, da sich die Goldegger immer wieder der erzbischöflichen Gewalt widersetzten und auch sonst in Händel verwickelt waren, wie z. B. bei dem Streit um die Burg Statteneck im Ennstal, bei dem der Salzburger Fürsterzbischof Friedrich II. von Walchen als Salzburger Landesfürst auf Seiten der Goldegger gegen Herzog Albrecht I., den damaligen Landesfürst der Steiermark, in den Krieg zog.
In der zweiten Hälfte des 13. Jahrhunderts besaßen die Goldegger die Edtburg in Taxenbach (eine inzwischen abgegangene Burg) und sie wurden auch mit der nahegelegenen Burg Taxenbach (heute Ruine) samt dem dortigen Gericht belehnt. Es wird auch vermutet, dass sie die Burg Fischhorn erbaut haben. In der Schlacht bei Mühldorf (1322) im Streit um den deutschen Königsthron stand Erzbischof Friedrich III. von Leibnitz auf der Seite Friedrichs von Österreich, Wulfing I. von Goldegg unterstützte jedoch den Thronwerber Ludwig den Bayern. Herzog Ludwig ging bei dieser Auseinandersetzung zwar als Sieger hervor, der Salzburger Erzbischof hatte aber im Zug der Kämpfe u. a. die Burg Wagrain zerstört, die in der Folge nicht mehr aufgebaut wurde. Der Erzbischof hatte auch die Burgen der Goldegger in Altenhof, einem Ortsteil des heutigen Goldegg, und Taxenbach zerstören lassen, musste aber den Neuaufbau von Schloss Goldegg im heutigen Goldegg erlauben; das Pfleggericht Taxenbach fiel jedoch an den Erzbischof.
Im 14. Jahrhundert hatten die Goldegger die Vogtei über der Hof der Pongauer zu Hofen (dem heutigen Bischofshofen) inne. Zudem hatten sie das erzbischöfliche Amt des Mundschenk inne. Nach dem Aussterben der Grafen von Peilstein erhielten die Goldegger die Grafschaft zu Gastein mitsamt dem Blutbann, den sie im Auftrag der bayerischen Herzöge ausübten.
Am 3. Februar 1338 verkaufte Wulfing von Goldegg dem Stift St. Peter das Gut Ekk, genannt Purchlehen, im Ennstal in der Pfarre Haus im Ennstal. Nach dem Tode Wulfing I. († 1343) traten seine vier Söhne, Ott-Ulrich, Otto VI., Wulfing II. und Chunrat IV. sein Erbe an. Wulfing II. († 1359) war Schenk zu Salzburg.
Der letzte Goldegger war Haug von Goldegg († 19. September 1400), der ohne männliche Erben verstarb. Sein Besitz, darunter auch die Burg Wagrain, ging an seine Tochter Dorothea († 1438), verehelichte Freundsperger. Auf sie folgte ihr Sohn Wolfgang von Freundsberg; dieser verstarb kinderlos im Jahre 1449.

## Wappen
Das Wappen zeigt in Rot eine aufsteigende goldene Spitze. Auf dem Helm mit rot-goldenen Helmdecken ein mit der goldenen Spitze belegter roter Flügel. 
Das Wappen der Goldegger erbten die Grafen von Schernberg.

## Stammliste der Herren von Goldegg (Goldeck)
NN
1. Otto I. von Goldeck, 1198 von Pongau, 1180/1210
  1. Otto II. von Goldeck, 1217/1258
    1. Konrad I., 1244/um 1266
      1. Kunigunde 12. Oder 16. Mai 1250 ⚭ Ulrich von Liechtenstein zu Murau, 1250/1271
      2. Kunigunde 1262 ⚭ Pilgrim von Tannberg

    2. Otto III., 1244/um 1250, † 1251, ⚭ Kunigunde
      1. Heinrich, 1272
      2. Gertrude, 1281/1310, 1302 Nonne zu St. Peter in Salzburg
      3. Konrad II., 1251, † nach 1. September 1303, ⚭ 21. Mai 1280 Mechthild von Freundsberg, † 18. Mai 1304 oder 21. September 1308 (Tochter von Friedrich von Freundsberg)
        1. Kind 1303
        2. Heinrich, 1320, ⚭ Dietmund, 1320
          1. Jensellinus, 1316

        3. Jans I., 1301/1330, † 3. November 1330, ⚭ Mechtild, genannt die Welserin
          1. Konrad 1317

        4. Friedrich, 1311/1333, ⚭ um 29. April 1311 Elisabeth von Liechtenstein, Tochter von Rudolf I. von Liechtenstein
          1. Wulfing 1326
          2. Kind 1319

        5. Jans II., der Junge, 1312/1319

      4. Otto IV., 1300 Ritter, 1270, † 26. Januar 1301, begraben im Stift Sankt Peter, ⚭ Leibnitz 11. Dezember 1270 Elisabeth von Stubenberg, † nach 23. August 1293
        1. Ott, 1301/1307
        2. Hedwig 1320/1328, ⚭ 1299 Konrad von Pottendorf zu Ebenfurt und Kirchschlag, † 8. November 1321 oder 21. Dezember 1324
        3. Konrad der Jüngere, † nach 16. März 1297
        4. Wulfing I., zu Kappenberg, 1306 Burggraf, Tittmoning, 1332 erzbischöflicher Schenk zu Salzburg, begraben im Stift Sankt Peter, † 24. April 1343, ⚭ vor 17. September 1314 Margareta von Abensberg 1319, Tochter des Ulrich
          1. Kind 1319
          2. Otto V. Ulrich, 1331/1339, † 9. Dezember 1341, begraben im Stift Sankt Peter, ⚭ vor 1332, Elisabeth von Liechtenstein-Murau
            1. Hans (Jans) III., 1353/1385, ⚭ Elisabeth
            2. Wulfing, 1354 Domherr, 1368 Vicedekan, um 1380/1386 Domkellner, 1385/1390 Generalvikar und Official, 1387 Domkantor, 1390 Stadtpfarrer von Salzburg, † 15. März 1392
            3. Haug (Hugo), 1398 erzbischöflicher Schenk, † 19. September 1400, begraben im Stift Sankt Peter, ⚭ 1. Barbara, ⚭ 2. Vor 8. Januar 1380, Elisabeth von Freundsberg, † nach 1429, Tochter des Konrad zu Matzen
              1. Dorothea, 1400 zu Goldeggerhof, Wagrain, † 30. Januar 1438, begraben zu Mariatal bei Voldöpp, ⚭ vor 22. Mai 1400 Hans von Freundsberg, † 9. Mai 1421

          3. Wulfing II., 1345, Burggraf in Tittmoning, 1340 Pfleger zu Dachau, 1358, erzbischöflicher Schenk, † 1359 (?), ⚭ Agnes von Tann, Tochter des Eckhart und N. von Stubenberg
            1.               1. Konrad V., 1357, † 1360, ⚭ Agnes von Pernegg, 1387
                1. Jans V., 1387

              2. Wulfing III., iunior, 1357, † 29. Oktober 1358, begraben im Stift Sankt Peter

          4. Konrad III., 1337/1358, ⚭ Mechthild von Weinegg
            1. Weigein (Wigalois)
            2. Jans VI., ⚭ 25. Oktober 1379, begraben im Stift Sankt Peter
              1. Alphard I., 1419, † 1429
                1. Christoph, † 1473
                2. Margareta, 1446, ⚭ Gerhard von 1446

              2. Wilhelm ⚭ Barbara von Platsch
                1. Alphard (Albert) II., zu Platsch und Karnoll

            3. Jakob 1348, ⚭ 1. Agnes von Plazedell, ⚭ 2. Margarte Puecher
              1. Jans VI., 1404 zu Wart, 1321 zu Sarntheim, † 1424, ⚭ Anna